# Pablo Repetto
Pablo Repetto (n. Montevideo, Uruguay, 14 de marzo de 1974) es un entrenador y exfutbolista uruguayo. Actualmente sin club.

## Biografía
Nació en Uruguay el 14 de marzo de 1974. Como futbolista, integró los planteles de las divisiones juveniles de Wanderers y Racing, pero su debut como futbolista profesional fue en el Centro Atlético Fénix. Su carrera en el profesionalismo terminaría a causa lesión muy severa. 

## Trayectoria como entrenador

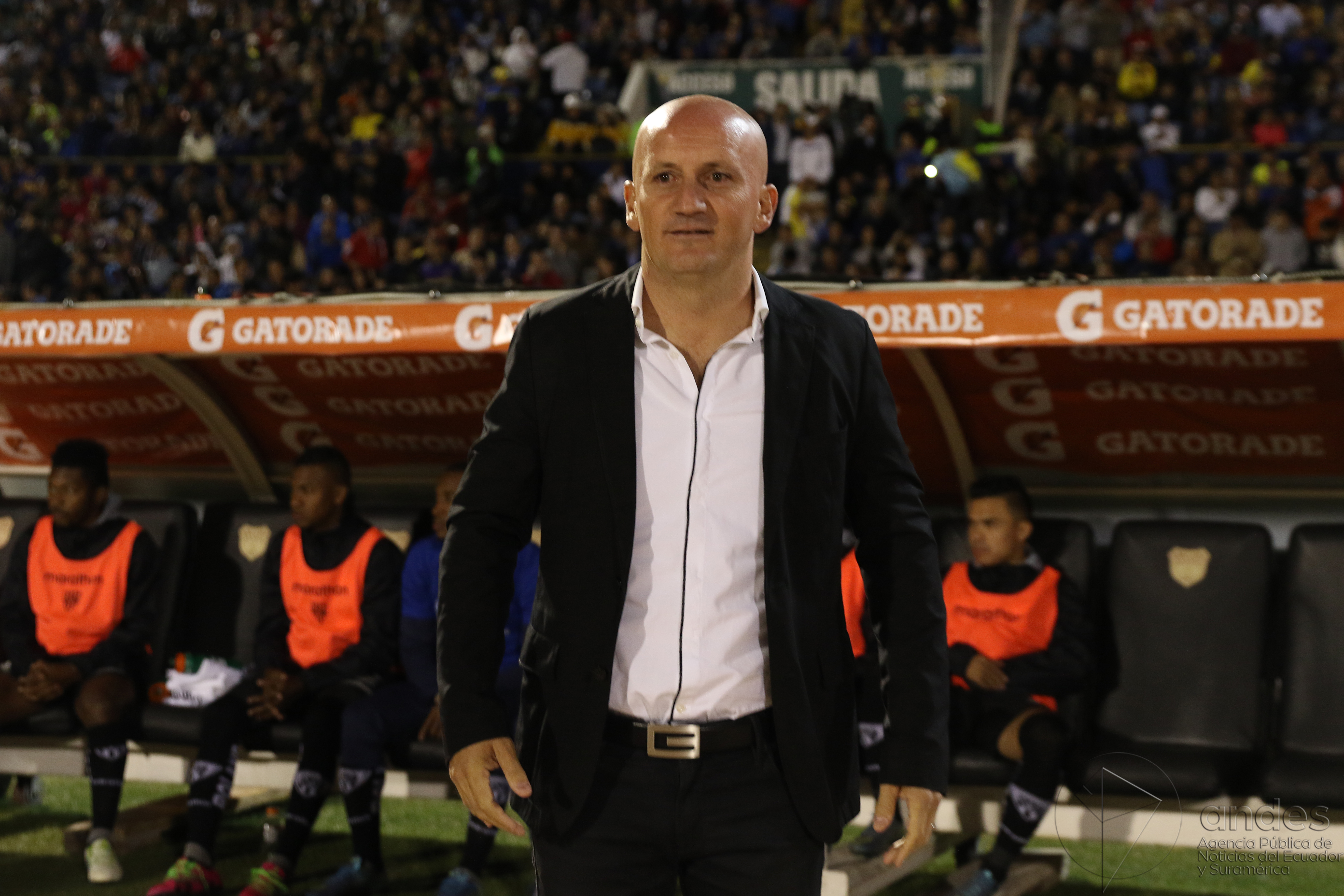
Repetto con Independiente del Valle en 2016

Luego de su retiro como profesional, Repetto inició su carrera como entrenador de fútbol profesional en julio de 2006 asumiendo en Fénix, que militaba en la Segunda División Profesional. Esa temporada, el equipo albivioleta obtuvo el campeonato y regresó a Primera, donde no tendría una buena campaña, y Repetto sería destituido. Al inicio de la temporada 2008-09, asumió en Cerro, donde realizó gran campaña, lo que motivó que lo contratara Blooming de Santa Cruz en febrero de 2009. La campaña en Cerro quedó inconclusa, pero finalizó con la obtención de la Liguilla 2009, siendo el equipo dirigido entonces por Eduardo Acevedo. No fue buena la experiencia boliviana y Repetto regresó a Uruguay, y volvió a Cerro para dirigirlo en la Copa Libertadores 2010, que el albiceleste disputaba gracias a aquella campaña 2008-09.
En 2010, fue contratado por Defensor Sporting. Allí logró un gran Torneo Apertura 2010, pero muchas transferencias de futbolistas importantes desflecaron el poderío del equipo, y terminó perdiendo las finales del Uruguayo 2010-11 frente al Nacional del "Morro" García y Marcelo Gallardo. El 9 de diciembre de 2011, fue despedido de su cargo.
El 24 de septiembre de 2012 es confirmado como nuevo entrenador de Independiente del Valle de Ecuador con un contrato hasta diciembre de 2013, remplazando de esta manera a Carlos Sevilla. En la Copa Libertadores 2016 llevó a Independiente del Valle a la final. El combinado de Ecuador iniciaría la copa eliminando al Guaraní que había llegado hasta las semifinales de la temporada pasada. En fase de grupos quedaría segundo del grupo tras vencer 2 veces al Melgar del Perú, vencer al Atlético Mineiro de Brasil por 3-2, perder también con este y empatar los 2 duelos ante Colo-Colo de Chile, quedando segundo del grupo con 11 puntos.
En los octavos de final eliminaría en la global a River Plate tras ganar 2-0 en Quito y perder por 1-0 en Argentina, en los cuartos de final ganarían en penales ante los Pumas UNAM De México tras empatar 3-3 en la global. En la semifinal de ida ganarían por 2-1 a Boca Juniors, y en la vuelta sorprenderían y ganarían por 2-3 en La Bombonera clasificándose a la final en donde se enfrentarían a Atlético Nacional de Colombia. En la final de ida empatarían 1-1 en el estadio Olímpico Atahualpa de Quito, pero en la vuelta perderían por 1-0 coronándose campeón Atlético Nacional de Colombia. Es el primer entrenador en ganar y eliminar a Boca Juniors en La Bombonera y a River Plate en el Monumental en una misma edición de la Copa Libertadores de América, al mando del equipo ecuatoriano Independiente del Valle.
El 31 de julio de 2016 fue presentado como nuevo entrenador del Baniyas. No obstante, fue relevado de sus funciones el 21 de octubre luego de sufrir seis derrotas en sus últimos ocho compromisos.
En diciembre de 2016, Repetto fue oficializado como entrenador del Olimpia. Sin embargo, en febrero de 2017, fue despedido luego de quedar eliminado en el repechaje de la Copa Libertadores ante el Botafogo.
El 5 de julio de 2017, asumiría la dirección técnica de Liga Deportiva Universitaria, al cual salvaría del descenso. Al siguiente año, ganaría la primera etapa del torneo local, lo que le permitiría disputar la final ante Emelec, la cual ganó y esto lo llevaría a ganar su primer título como entrenador, el primero del equipo ecuatoriano en 8 años. Durante los siguientes dos años, obtendría la Copa Ecuador y la Supercopa. El 16 de junio de 2021 se anunció por parte de club la finalización de la vínculo contractual entre Repetto y el equipo albo.
En diciembre del 2021 asumió el control de Nacional en su país de origen, firmando por 12 meses. Repetto llevó al equipo a la obtención del título del Campeonato Uruguayo. El 9 de noviembre de ese año, se confirmó que dejaría de ser el entrenador del club uruguayo cuando venciera su contrato el 31 de diciembre.
El 25 de abril de 2023, fue confirmado como entrenador del Santos Laguna.El 11 de febrero de 2024, anunció que no continuaría en el cargo luego de caer ante Tigres por 3-0.
El 28 de febrero de 2024, fue oficializado como entrenador del Atlético Nacional. A pesar de que los resultados no eran desfavorables, el 27 de agosto de 2024, Atlético Nacional anunció su desvinculación y de su cuerpo técnico. Las razones de su salida se atribuyen a diferencias con varios jugadores del plantel y al manejo del grupo en general. Además, la dirigencia expresó insatisfacción con el desempeño del equipo bajo su dirección. Durante su gestión, dirigió 17 partidos, obteniendo 8 victorias, 4 empates y 5 derrotas, lo que representa un rendimiento del 54.9%.

## Estadísticas como entrenador
| Equipo                                | Div.                | Temporada           | Liga | Liga | Liga | Liga | Liga |    | Copa | Copa | Copa | Copa |    | Internacional | Internacional | Internacional | Internacional | Internacional |   | Otros | Otros | Otros | Otros |     | Totales     | Totales | Totales | Totales | Totales | Totales | Totales | Totales |
| Equipo                                | Div.                | Temporada           | PD   | G    | E    | P    | Pos. | PD | G    | E    | P    | PD   | G  | E             | P             | Pos.          | PD            | G             | E | P     | PD    | G     | E     | P   | Rendimiento | GF      | GC      | Dif.    |         |         |         |         |
| ------------------------------------- | ------------------- | ------------------- | ---- | ---- | ---- | ---- | ---- | -- | ---- | ---- | ---- | ---- | -- | ------------- | ------------- | ------------- | ------------- | ------------- | - | ----- | ----- | ----- | ----- | --- | ----------- | ------- | ------- | ------- | ------- | ------- | ------- | ------- |
| Fénix · Uruguay                       | 2.ª                 | 2006-07             | 28   | 16   | 8    | 4    | 1.º  | -  | -    | -    | -    | -    | -  | -             | -             | -             | -             | -             | - | -     | 28    | 16    | 8     | 4   | 66.66%      | 44      | 22      | +22     |         |         |         |         |
| Fénix · Uruguay                       | 1.ª                 | 2007-A              | 15   | 4    | 8    | 3    | 9.º  | -  | -    | -    | -    | -    | -  | -             | -             | -             | -             | -             | - | -     | 15    | 4     | 8     | 3   | 44.45%      | 14      | 14      | 0       |         |         |         |         |
| Fénix · Uruguay                       | 1.ª                 | 2008-C              | 2    | 0    | 0    | 2    | Inc. | -  | -    | -    | -    | -    | -  | -             | -             | -             | -             | -             | - | -     | 2     | 0     | 0     | 2   | 0%          | 1       | 4       | -3      |         |         |         |         |
| Fénix · Uruguay                       | Total               | Total               | 45   | 20   | 16   | 9    | -    | -  | -    | -    | -    | -    | -  | -             | -             | -             | -             | -             | - | -     | 45    | 20    | 16    | 9   | 56.29%      | 59      | 40      | +19     |         |         |         |         |
| Cerro · Uruguay                       | 1.ª                 | 2008-A              | 15   | 6    | 5    | 4    | 7.º  | -  | -    | -    | -    | -    | -  | -             | -             | -             | -             | -             | - | -     | 15    | 6     | 5     | 4   | 51.11%      | 20      | 12      | +8      |         |         |         |         |
| Blooming · Bolivia                    | 1.ª                 | 2009-A              | 19   | 6    | 6    | 7    | Inc. | -  | -    | -    | -    | -    | -  | -             | -             | -             | -             | -             | - | -     | 19    | 6     | 6     | 7   | 42.11%      | 20      | 25      | -5      |         |         |         |         |
| Blooming · Bolivia                    | Total               | Total               | 19   | 6    | 6    | 7    | -    | -  | -    | -    | -    | -    | -  | -             | -             | -             | -             | -             | - | -     | 19    | 6     | 6     | 7   | 42.11%      | 20      | 25      | -5      |         |         |         |         |
| Cerro · Uruguay                       | 1.ª                 | 2010-C              | 15   | 9    | 2    | 4    | 2.º  | -  | -    | -    | -    | 6    | 2  | 2             | 2             | FG            | -             | -             | - | -     | 21    | 11    | 4     | 6   | 58.73%      | 33      | 23      | +10     |         |         |         |         |
| Cerro · Uruguay                       | Total               | Total               | 30   | 15   | 7    | 8    | -    | -  | -    | -    | -    | 6    | 2  | 2             | 2             | -             | -             | -             | - | -     | 36    | 17    | 9     | 10  | 55.55%      | 53      | 35      | +18     |         |         |         |         |
| Defensor Sporting · Uruguay           | 1.ª                 | 2010-A              | 15   | 9    | 3    | 3    | 1.º  | -  | -    | -    | -    | 6    | 3  | 1             | 2             | 1/8           | -             | -             | - | -     | 21    | 12    | 4     | 5   | 63.49%      | 46      | 20      | +26     |         |         |         |         |
| Defensor Sporting · Uruguay           | 1.ª                 | 2011-C              | 16   | 8    | 4    | 4    | 2.º  | -  | -    | -    | -    | -    | -  | -             | -             | -             | -             | -             | - | -     | 16    | 8     | 4     | 4   | 58.33%      | 19      | 13      | +6      |         |         |         |         |
| Defensor Sporting · Uruguay           | 1.ª                 | 2011-A              | 15   | 7    | 3    | 5    | 6.º  | -  | -    | -    | -    | -    | -  | -             | -             | -             | -             | -             | - | -     | 15    | 7     | 3     | 5   | 53.34%      | 23      | 16      | +7      |         |         |         |         |
| Defensor Sporting · Uruguay           | Total               | Total               | 46   | 24   | 10   | 12   | -    | -  | -    | -    | -    | 6    | 3  | 1             | 2             | -             | -             | -             | - | -     | 52    | 27    | 11    | 14  | 58.97%      | 88      | 49      | +39     |         |         |         |         |
| Independiente del Valle · Ecuador     | 1.ª                 | 2012                | 10   | 7    | 1    | 2    | 5.º  | -  | -    | -    | -    | -    | -  | -             | -             | -             | 2             | 0             | 0 | 2     | 12    | 7     | 1     | 4   | 61.11%      | 12      | 8       | +4      |         |         |         |         |
| Independiente del Valle · Ecuador     | 1.ª                 | 2013                | 44   | 21   | 10   | 13   | 2.º  | -  | -    | -    | -    | 4    | 1  | 2             | 1             | 2ªF           | -             | -             | - | -     | 48    | 22    | 12    | 14  | 54.16%      | 74      | 52      | +22     |         |         |         |         |
| Independiente del Valle · Ecuador     | 1.ª                 | 2014                | 44   | 25   | 11   | 8    | 3.º  | -  | -    | -    | -    | 10   | 4  | 3             | 3             | 2ªF           | -             | -             | - | -     | 54    | 29    | 14    | 11  | 62.34%      | 91      | 50      | +41     |         |         |         |         |
| Independiente del Valle · Ecuador     | 1.ª                 | 2015                | 44   | 23   | 10   | 11   | 3.º  | -  | -    | -    | -    | 2    | 1  | 0             | 1             | 1ªF           | -             | -             | - | -     | 46    | 24    | 10    | 12  | 59.42%      | 81      | 58      | +23     |         |         |         |         |
| Independiente del Valle · Ecuador     | 1.ª                 | 2016                | 22   | 10   | 4    | 8    | 5.º  | -  | -    | -    | -    | 16   | 8  | 3             | 5             | 2.º           | -             | -             | - | -     | 38    | 18    | 7     | 13  | 53.51%      | 48      | 43      | +5      |         |         |         |         |
| Independiente del Valle · Ecuador     | Total               | Total               | 164  | 86   | 36   | 42   | -    | -  | -    | -    | -    | 32   | 14 | 8             | 10            | -             | 2             | 0             | 0 | 2     | 198   | 100   | 44    | 54  | 57.92%      | 306     | 211     | +95     |         |         |         |         |
| Baniyas Club · Emiratos Árabes Unidos | 1.ª                 | 2016-17             | 4    | 0    | 1    | 3    | Inc. | 4  | 0    | 1    | 3    | -    | -  | -             | -             | -             | -             | -             | - | -     | 8     | 0     | 2     | 6   | 8.33%       | 6       | 14      | -8      |         |         |         |         |
| Baniyas Club · Emiratos Árabes Unidos | Total               | Total               | 4    | 0    | 1    | 3    | -    | 4  | 0    | 1    | 3    | -    | -  | -             | -             | -             | -             | -             | - | -     | 8     | 0     | 2     | 6   | 8.33%       | 6       | 14      | -8      |         |         |         |         |
| Olimpia Paraguay                      | 1.ª                 | 2017-A              | 2    | 1    | 1    | 0    | Inc. | -  | -    | -    | -    | 4    | 2  | 0             | 2             | 3ªF           | -             | -             | - | -     | 6     | 3     | 1     | 2   | 55.56%      | 8       | 4       | +4      |         |         |         |         |
| Olimpia Paraguay                      | Total               | Total               | 2    | 1    | 1    | 0    | -    | -  | -    | -    | -    | 4    | 2  | 0             | 2             | -             | -             | -             | - | -     | 6     | 3     | 1     | 2   | 55.56%      | 8       | 4       | +4      |         |         |         |         |
| LDU de Quito · Ecuador                | 1.ª                 | 2017                | 22   | 9    | 6    | 7    | 8.º  | -  | -    | -    | -    | 4    | 2  | 0             | 2             | 1/8           | 2             | 2             | 0 | 0     | 28    | 13    | 6     | 9   | 53.57%      | 49      | 39      | +10     |         |         |         |         |
| LDU de Quito · Ecuador                | 1.ª                 | 2018                | 46   | 24   | 15   | 7    | 1.º  | -  | -    | -    | -    | 6    | 3  | 0             | 3             | 1/8           | -             | -             | - | -     | 52    | 27    | 15    | 10  | 61.54%      | 74      | 45      | +29     |         |         |         |         |
| LDU de Quito · Ecuador                | 1.ª                 | 2019                | 36   | 15   | 13   | 8    | 2.º  | 10 | 4    | 4    | 2    | 10   | 4  | 3             | 3             | 1/4           | -             | -             | - | -     | 56    | 23    | 21    | 12  | 53.57%      | 84      | 53      | +31     |         |         |         |         |
| LDU de Quito · Ecuador                | 1.ª                 | 2020                | 32   | 18   | 7    | 7    | 2.º  | -  | -    | -    | -    | 8    | 5  | 0             | 3             | 1/8           | 1             | 0             | 1 | 0     | 41    | 23    | 8     | 10  | 62.6%       | 75      | 44      | +31     |         |         |         |         |
| LDU de Quito · Ecuador                | 1.ª                 | 2021                | 14   | 5    | 7    | 2    | Inc. | -  | -    | -    | -    | 6    | 2  | 2             | 2             | Inc.          | -             | -             | - | -     | 20    | 7     | 9     | 4   | 50%         | 36      | 32      | +4      |         |         |         |         |
| LDU de Quito · Ecuador                | Total               | Total               | 150  | 71   | 48   | 31   | -    | 10 | 4    | 4    | 2    | 34   | 16 | 5             | 13            | -             | 3             | 2             | 1 | 0     | 197   | 93    | 58    | 46  | 57.02%      | 318     | 213     | +105    |         |         |         |         |
| Nacional · Uruguay                    | 1.ª                 | 2022                | 39   | 26   | 9    | 4    | 1.º  | 2  | 1    | 0    | 1    | 10   | 4  | 1             | 5             | 1/4           | -             | -             | - | -     | 51    | 31    | 10    | 10  | 67.32%      | 86      | 36      | +50     |         |         |         |         |
| Nacional · Uruguay                    | Total               | Total               | 39   | 26   | 9    | 4    | -    | 2  | 1    | 0    | 1    | 10   | 4  | 1             | 5             | -             | -             | -             | - | -     | 51    | 31    | 10    | 10  | 67.32%      | 86      | 36      | +50     |         |         |         |         |
| Santos Laguna · México                | 1.ª                 | 2023-C              | 4    | 0    | 2    | 2    | 1/4  | -  | -    | -    | -    | -    | -  | -             | -             | -             | -             | -             | - | -     | 4     | 0     | 2     | 2   | 16.67%      | 6       | 9       | -3      |         |         |         |         |
| Santos Laguna · México                | 1.ª                 | 2023-A              | 19   | 8    | 2    | 9    | 1/8  | 2  | 0    | 1    | 1    | -    | -  | -             | -             | -             | -             | -             | - | -     | 21    | 8     | 3     | 10  | 42.86%      | 39      | 43      | -4      |         |         |         |         |
| Santos Laguna · México                | 1.ª                 | 2024-C              | 6    | 1    | 1    | 4    | Inc. | -  | -    | -    | -    | -    | -  | -             | -             | -             | -             | -             | - | -     | 6     | 1     | 1     | 4   | 22.23%      | 6       | 12      | -6      |         |         |         |         |
| Santos Laguna · México                | Total               | Total               | 29   | 9    | 5    | 15   | -    | 2  | 0    | 1    | 1    | -    | -  | -             | -             | -             | -             | -             | - | -     | 31    | 9     | 6     | 16  | 35.48%      | 51      | 64      | -13     |         |         |         |         |
| Atlético Nacional · Colombia          | 1.ª                 | 2024-A              | 10   | 4    | 3    | 3    | 12.º | -  | -    | -    | -    | -    | -  | -             | -             | -             | -             | -             | - | -     | 10    | 4     | 3     | 3   | 50%         | 11      | 8       | +3      |         |         |         |         |
| Atlético Nacional · Colombia          | 1.ª                 | 2024-F              | 7    | 4    | 1    | 2    | Inc. | -  | -    | -    | -    | -    | -  | -             | -             | -             | -             | -             | - | -     | 7     | 4     | 1     | 2   | 61.9%       | 10      | 6       | +4      |         |         |         |         |
| Atlético Nacional · Colombia          | Total               | Total               | 17   | 8    | 4    | 5    | -    | -  | -    | -    | -    | -    | -  | -             | -             | -             | -             | -             | - | -     | 17    | 8     | 4     | 5   | 54.9%       | 21      | 15      | +6      |         |         |         |         |
| Total de su carrera                   | Total de su carrera | Total de su carrera | 545  | 267  | 143  | 135  | -    | 18 | 5    | 6    | 7    | 92   | 41 | 17            | 34            | -             | 5             | 2             | 1 | 2     | 660   | 314   | 167   | 179 | 56.01%      | 1016    | 706     | +310    |         |         |         |         |
| 1. 2. 3. 4.                           |                     |                     |      |      |      |      |      |    |      |      |      |      |    |               |               |               |               |               |   |       |       |       |       |     |             |         |         |         |         |         |         |         |

### Resumen estadístico
| Competición                             | Partidos | Ganados | Empatados | Perdidos | Rendimiento |
| --------------------------------------- | -------- | ------- | --------- | -------- | ----------- |
| Segunda División Profesional de Uruguay | 28       | 16      | 8         | 4        | 66.66%      |
| Primera División de Uruguay             | 132      | 69      | 34        | 29       | 60.86%      |
| Copa AUF Uruguay                        | 2        | 1       | 0         | 1        | 50%         |
| Liga del Fútbol Profesional Boliviano   | 19       | 6       | 6         | 7        | 42.11%      |
| Serie A de Ecuador                      | 318      | 159     | 84        | 75       | 58.81%      |
| Copa Ecuador                            | 10       | 4       | 4         | 2        | 53.33%      |
| Supercopa de Ecuador                    | 1        | 0       | 1         | 0        | 33.33%      |
| Liga Árabe del Golfo                    | 4        | 0       | 1         | 3        | 8.33%       |
| Copa de la Liga de los EAU              | 4        | 0       | 1         | 3        | 8.33%       |
| Primera División de Paraguay            | 2        | 1       | 1         | 0        | 66.67%      |
| Liga MX                                 | 29       | 9       | 5         | 15       | 36.78%      |
| Leagues Cup                             | 2        | 0       | 1         | 1        | 16.67%      |
| Categoría Primera A                     | 17       | 8       | 4         | 5        | 54.9%       |
| Copa Colombia                           | 0        | 0       | 0         | 0        | 0%          |
| Copa Libertadores                       | 64       | 28      | 13        | 23       | 50.52%      |
| Copa Sudamericana                       | 28       | 13      | 4         | 11       | 51.19%      |
| TOTAL                                   | 660      | 314     | 167       | 179      | 56.01%      |

## Palmarés

### Campeonatos nacionales
| Título                      | Club              | País    | Año     |
| --------------------------- | ----------------- | ------- | ------- |
| Segunda División de Uruguay | Fénix             | Uruguay | 2006-07 |
| Torneo Apertura             | Defensor Sporting | Uruguay | 2010    |
| Serie A de Ecuador          | LDU de Quito      | Ecuador | 2018    |
| Copa Ecuador                | LDU de Quito      | Ecuador | 2018-19 |
| Supercopa de Ecuador        | LDU de Quito      | Ecuador | 2020    |
| Torneo Intermedio           | Nacional          | Uruguay | 2022    |
| Torneo Clausura             | Nacional          | Uruguay | 2022    |
| Primera División de Uruguay | Nacional          | Uruguay | 2022    |